# Synopsis Muscorum Frondosorum omnium hucusque Cognitorum
Synopsis Muscorum Frondosorum omnium hucusque Cognitorum (abreviado Syn. Musc. Frond.) es un libro con ilustraciones y descripciones botánicas que fue escrito por el briólogo, botánico, micólogo, y pteridólogo alemán Johann Karl August Müller y publicado en Berlín en 2 volúmenes en los años 1849-1851.